# Heteropoda distincta
Heteropoda distincta là một loài nhện trong họ Sparassidae.
Loài này thuộc chi Heteropoda. Heteropoda distincta được Hugh Davies miêu tả năm 1994.